# Weltmeisterschaften im Trampolinturnen 1970
Die 6. Turn-Weltmeisterschaften im Trampolinturnen fanden 1970 in Bern in der Schweiz statt.

## Ergebnisse

### Männer Einzel
| Rang | Land               | Turner            |
| ---- | ------------------ | ----------------- |
|      | Vereinigte Staaten | Wayne Miller      |
|      | Vereinigte Staaten | George Huntzicher |
|      | Vereinigte Staaten | Dale hardt        |

### Synchron Männer
| Rang | Land               | Turner                        |
| ---- | ------------------ | ----------------------------- |
|      | Vereinigte Staaten | Gary Smith Don Waters         |
|      | Südafrika          | Vivian Breedt Spenser Wiggins |
|      | Schweiz            | Victor Pircher Kurt Hohener   |

### Damen Einzel
| Rank | Land               | Turnerin            |
| ---- | ------------------ | ------------------- |
|      | Vereinigte Staaten | Rennee Ransom       |
|      | Deutschland        | Ute Czech           |
|      | Südafrika          | Jennifer Liebenberg |

### Synchron Damen
| Rang | Land                   | Turner                          |
| ---- | ---------------------- | ------------------------------- |
|      | Südafrika              | Linda Dinkelmann Charlene Merve |
|      | Vereinigte Staaten     | Lucy Clauter Diane Haney        |
|      | Vereinigtes Königreich | Pat Lewis Janet Yates           |

### Medaillenspiegel
| Rang | Nation                 | Gold | Silber | Bronze | Gesamt |
| ---- | ---------------------- | ---- | ------ | ------ | ------ |
| 1    | Vereinigte Staaten     | 3    | 2      | 1      | 6      |
| 2    | Südafrika              | 1    | 1      | 1      | 3      |
| 3    | Deutschland            | -    | 1      | -      | 1      |
| 4    | Schweiz                | -    | -      | 1      | 1      |
| 4    | Vereinigtes Königreich | -    | -      | 1      | 1      |